# Фрегати класу «Ван Спейк»
Фрегати класу «Ван Спейк» були побудовані для військово-морських сил Нідерландів у 1960-х роках. Це була версія британських фрегатів класу «Ліендер» з голландськими радарами. Британську конструкцію було обрано, оскільки вимагалось прискорене будівництво, щоб замінити застарілі ескортні міноносці задля виконання місій НАТО після виведення зі складу флоту протичовнового авіаносця «Карел Доорман». В кінці 1970-х кораблі були модернізовані. Усі шість кораблів були продані ВМС Індонезії в 1986–1989 роках.  П’ять з них досі перебувають на службі.